# 칼슘 통로
칼슘 통로(calcium channel)는 칼슘 이온을 선택적으로 투과한 이온 통로이다. 칼슘 이온 통로라고도 한다. 이따금 전압 개폐 칼슘 통로와 동의어로 취급하기도 하지만 리간드 결합(ligand-gated) 칼슘 통로들도 존재한다.

## 약리학
칼슘 통로 차단제는 고혈압을 치료하는 데 쓰인다.
칼슘 통로 차단제는 급성신부전을 치료하는 데
쓰인다.

## 같이 보기
- 칼슘 활성화 칼륨 통로
- 전압 개폐 칼슘 통로(VDCC)